# 雲玩家
雲玩家（英語：The Cloud Gamer）是網路用語之一，一指不知道的事情卻用肯定句陳述，被糾正之後還硬拗的玩家。二指透過線上串流技術進行遊戲或享受直播樂趣的玩家族群。三指沒有接觸過遊戲而高談闊論並批評資深玩家以達到自我滿足的玩家。

## 釋義
雲玩家該用語最早出自於中國大陸，是指偏好免費、低價遊戲的玩家，或者不須購買、下載或者試玩遊戲，而是指透過線上串流技術進行遊戲或享受直播樂趣的玩家族群或者。「雲」字可以做為「雲端」或者「虛無」之意，而雲玩家一詞現有兩種定義：
- 一、偏好免費遊戲或者高折扣遊戲的玩家，又稱雲端玩家。
- 二、觀看線上串流或者影片以獲取遊玩樂趣的玩家，在國外又稱鍵盤玩家或台灣稱之的空氣玩家[2]。後逐漸轉為指沒有親自體驗但有初步了解的假玩家、對遊戲不清楚卻誤導其他玩家的人，這一類人多半都是為了賺取網路論壇的名聲或點數機制而存在的騙子，有些甚至還藉機賺取廣告費，多半都是為了個人私利而存在，少數人以此維生，以詐欺之嫌走法律的灰色地帶。

## 形成
21世紀電子遊戲與互聯網、線上串流的興起使遊玩遊戲的玩家人數大增，但遊戲族群大多數無法支付高價的電子遊戲機與遊戲光碟片等，許多玩家將遊玩樂趣轉為尋找網路直播影片，或者以免費、低價的遊戲來取代高價的遊戲片，通常會以以手機與移動平台為遊玩平台。根據Newzoo研究調查，男性與女性雲玩家占總遊戲人口分別為21%與17%。

## 影響
第一種定義下，雲玩家偏好免費與低價遊戲由於逐漸在遊戲人口內占多數，電腦遊戲開始逐漸將遊戲轉載到手機平台，俗稱「M化」。諸如黎明死線、彈彈堂等遊戲都將原遊戲平台轉為主打手機，使得手機遊戲族群人數開始增多。
第二種定義下，雲玩家可以通過收看玩家遊玩影片的方式獲得遊戲的資訊、通關技巧、以及視覺享受。目前在Youtube平台上2018年共有2億名註冊使用者收看遊戲內容，一方面這些雲玩家可以使遊戲獲得促銷，但另一方面卻會使遊戲劇情得到被透露的風險，使得玩家購買意願降低。而遊戲內容影片化也使得不少以為觀看遊戲就自認了解遊戲的偽玩家出現，這些偽玩家部分可能會去深入了解遊戲，但另一部份的偽玩家可能會誤導真實遊戲族群並給出錯誤資訊，也使得雲玩家在第二種定義下轉為貶義用詞，且因為以詐欺等不當手段騙取某些網路廣告費，因此也有觸法的可能。